# ソー・チットゥー

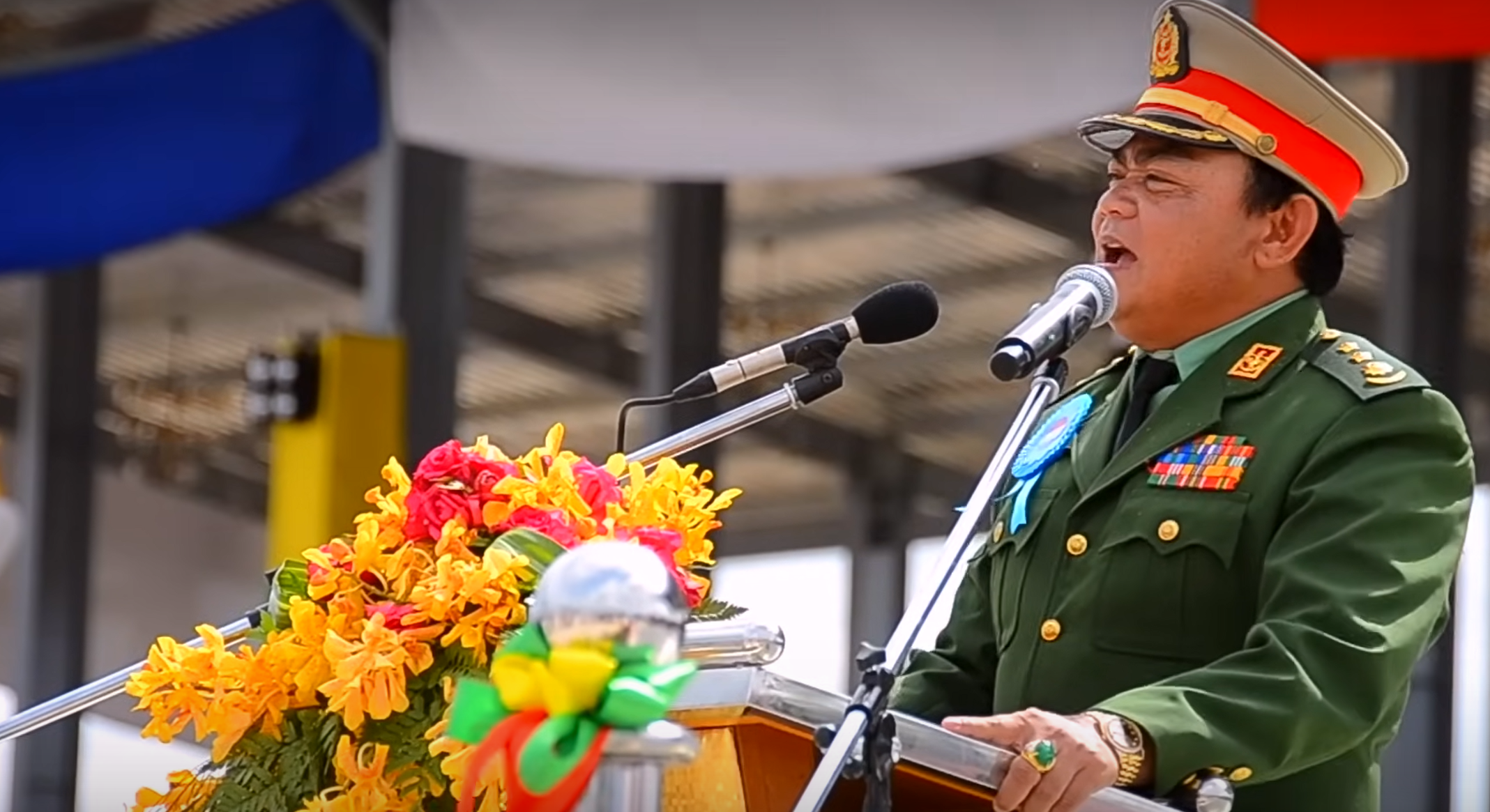
ソー・チットゥー

ソー・チットゥー（Saw Chit Thu、ビルマ語: စောချစ်သူ）は、ミャンマーの軍人・実業家。民主カレン仏教徒軍（DKBA）、国境警備隊（BGF）、カレン民族軍（KNA）といった、カレン人系の武装組織の司令官を歴任した。泰緬国境地域で権勢を誇る有力者であり、詐欺団地での人身売買・強制労働に関係しているとして、イギリス政府から経済制裁を受けている。

## 経歴

### DKBA時代
カレン州ラインブエのチャーイン（Kyar Inn）村で誕生した。1994年にカレン民族解放軍（KNLA）から分派した民主カレン仏教徒軍（DKBA）において、999大隊司令官を勤めた。カレン人権グループによれば、チットゥーは、1998年3月22日におこなわれた、タイのモウカー（Maw Ker）カレン人難民キャンプ襲撃に関与した。また、彼はその先週にもベークロー（Beh Klaw）難民キャンプを襲撃しようとしていたが、タイ軍により阻止された。
チットゥーは、軍事的にも政治的にも、DKBAの指導者の中でもとりわけ影響力が強いと考えられていた。木材伐採と自動車輸入を営む企業を運営しているほか、違法薬物取引にも関わっていると疑われている。2010年、ミャンマー政府による自勢力の国境警備隊（BGF）編入を受け入れた。

### BGF時代
チットゥーはBGFにより経営されるコングロマリットである、チッリンミャイン（Chit Lin Myaing）社を創業した。同社はカレン州における重要プロジェクトを複数獲得し、特殊な許可も与えられていた。2017年、彼は佘智江の経営する亜太インターナショナルホールディンググループ（Yatai International Holding Group）とともに、シュエコッコでの亜太ニューシティ（Yatai New City）の造成に携わった。同計画にあたって、佘はチットゥーに300,000ドルを支払った。また、チットゥーは、三合会のリーダーである尹国駒の経営する東美グループ（Dongmei Group）の手掛ける、賽西港（Saixigang）園区の開発にあたっても、契約を結んでいる。2020年6月、当時の文民政府は亜太グループによる開発を捜査する法廷を開設し、計画を停止に追い込んだ。同捜査は、BGFを監督する立場にある軍部を困惑させるものであった。

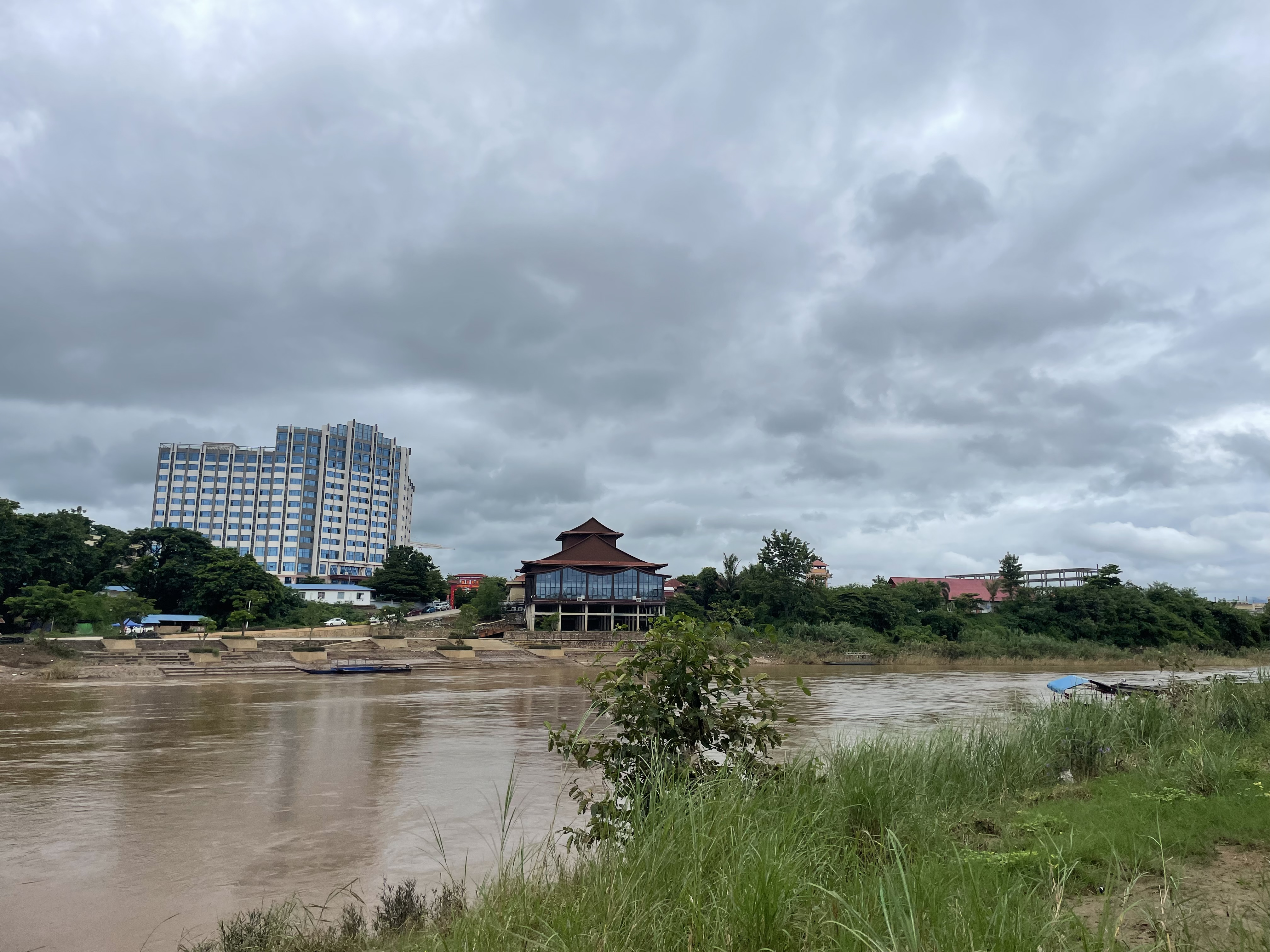
シュエコッコ

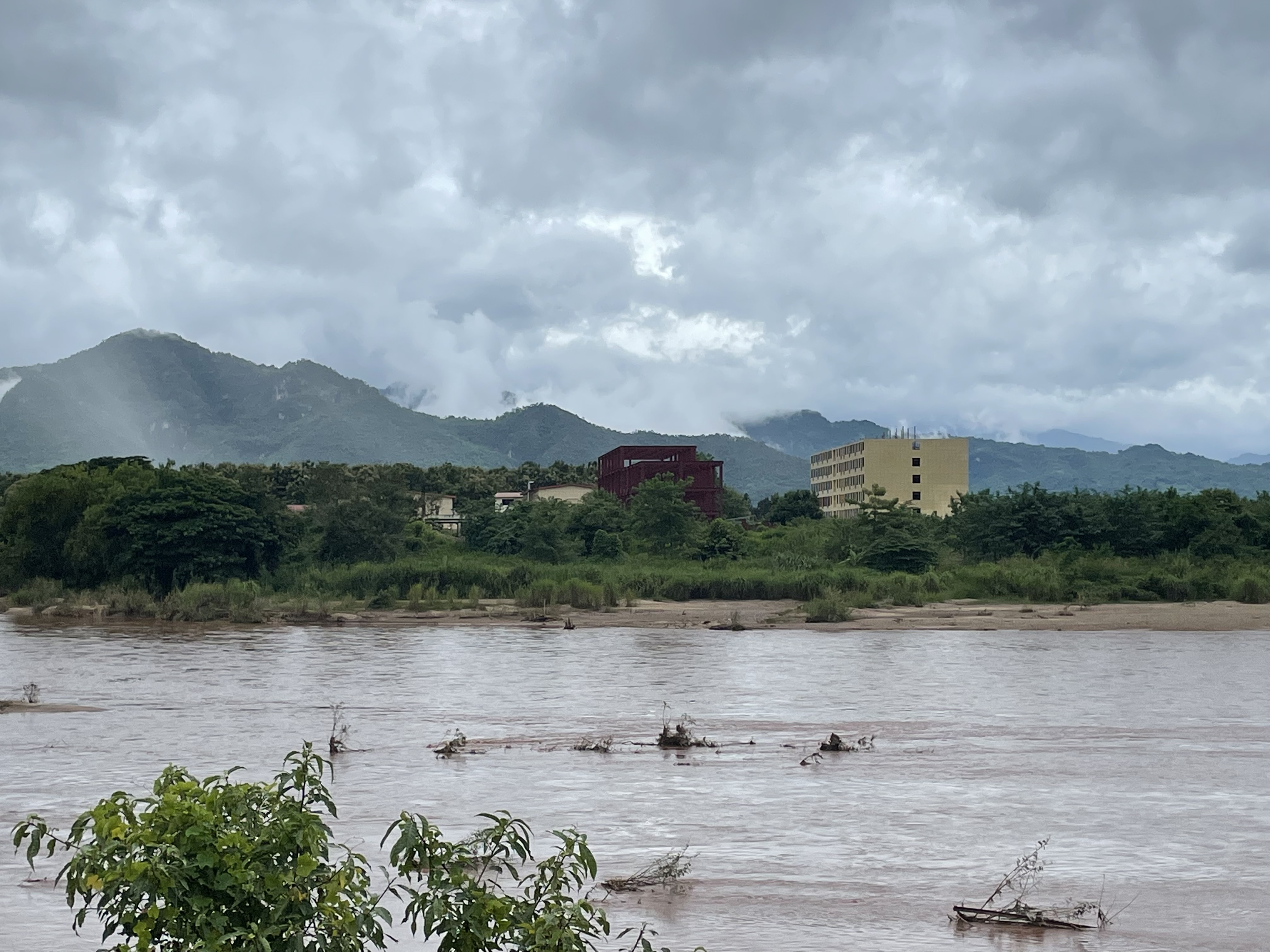
賽西港園区

2021年1月には、ミャンマー軍はシュエコッコに関する汚職疑惑で、チットゥーらBGF高官に辞任の圧力をかけた。モウッソン少佐はこれに諾い、1月8日に彼以下4連隊・13大隊の士官13人・下士官77人が連名で辞表を提出した。これに抗議を示して少なくとも7000人の兵士がカレン州BGFに辞表を提出したが、チットゥーは辞任を拒否した。2021年ミャンマークーデターを経て、軍部はミャンマー内戦の激化に対処せざるを得なくなり、亜太ニューシティの開発は再開された。2022年11月、ティリピャンチ勲章を受勲した。2023年12月、イギリス政府は、チットゥーがオンライン詐欺工場に被害者を送り込み、強制労働させるスキームと関連しているとして、経済制裁を課した。

### KNA時代
インターネット詐欺の根絶を目的とする中国およびタイからの圧力を背景として、2024年1月11日にはマウンマウンオン情報大臣およびミンウー（Mint Oo）カレン州知事が、チットゥーと会談をおこなった。また、チットゥーはミャンマーの最高指導者であるミンアウンフライン国家行政評議会議長との会談を拒絶した。1月23日にはチットゥーがミャンマー軍副司令官であるソー・ウィンと会談し、軍の支援を受けないこと、BGFはカレン族の同胞とは戦闘せず、自立することを伝えたとメディアに明かした。3月6日にはカレン州BGFはカレン民族軍（Karen National Army、KNA）に改組されることが発表された。
チットゥーらKNAはKNLA、カレン民族同盟/カレン民族解放軍平和評議会（KPC）、民主カレン慈善軍（DKBA）らとともにミャワディ包囲戦に参与した。『アルジャジーラ』の報道によれば、KNAはミャワディ占領にあたって中心的な役割を果たしたが、軍事政権がシュエコッコの攻撃を示唆すると、ミャンマー軍を市内に引き入れた。
2024年10月29日、チットゥーはKNAのティンウィン（Tin Win）やモットゥン（Mote Thun）、そしてKNAの所有するチッリンミャイン（Chit Lin Myaing: CLM）社と共に欧州連合の制裁対象となった。これはシュエコッコでの詐欺に関与し、金銭的利益を得ているためであるとされる。
2025年2月11日、隣国・タイの捜査当局が人身売買容疑でチットゥー、ティンウィン、モットゥンの逮捕状を発行する準備を進めていることが明らかになった。
2025年5月5日、オンライン詐欺や人身売買に加担しているとして、チットゥーは息子2人と共に米国の制裁対象となった。